# Чокто (Оклахома)
Чокто (англ. Choctaw) — город в округе Оклахома, штат Оклахома, США с населением 12 182 человека по переписи 2020 года, что на 9,3% больше, чем в 2010 году. Это старейший зарегистрированный город на территории Оклахомы. Город расположен примерно в 10 милях (16,1 км) к востоку от Оклахома-Сити и является частью столичного района Оклахома-Сити.

## Население
| 2010   | 2010    | 2020    |
| ------ | ------- | ------- |
| 15 205 | ↘11 146 | ↗12 182 |